# کامرون مک‌اووی
کامرون مک‌اووی (انگلیسی: Cameron McEvoy؛ زادهٔ ۱۳ مهٔ ۱۹۹۴) یک شناگر اهل استرالیا است.
از افتخارات وی میتوان به کسب مدال نقره ۴×۱۰۰ متر مختلط امدادی در قهرمانی جهان (LC) ۲۰۱۳ و ۲۰۱۵، مدال نقره ۱۰۰ متر آزاد و مدال برنز ۴×۲۰۰ متر آزاد امدادی در ۲۰۱۵ کازان اشاره کرد.